# Kotto (Mbanga)
Pour les articles homonymes, voir Kotto.
Kotto est un village de la Région du Littoral au Cameroun, situé dans la commune de Mbanga.

## Population et développement
En 1967, la population de Kotto était de 113 habitants, essentiellement des Ewondo. Lors du recensement de 2005, elle était de 3996 habitants.